# Likeurstokerij Sinte Christiane
Likeurstokerij Sinte Christiane is een likeurstokerij in Dikkelvenne.

## Geschiedenis
Charles Van Hende startte de likeurstokerij in 1946. Naast het zelf distilleren van jenever, zette hij in op een breed gamma aan eigen producten, waaronder:
- Gastronome, een eigen variatie op de Grand Marnier met toevoeging van extra mandarijnschillen.
- Chrizani, een eigen variatie om de Benedictine, een populaire zoete likeur uit de jaren '50 en '60.
- Eau de Vie de Dantzig
- Goldwasser, een likeur waarin goudvlokjes ronddwarrelden en geïnspireerd op de bekende Elixir d'Anvers.
- Advokaat op basis van Cognac.

Het uithangbord van de stokerij was VATI Vermouth, een Italiaans importaperitief. Met VATI sponsorde de likeurstokerij het wielrennen, vooral van de volkse wielertoerist. VATI was aanwezig op koersen, cyclocross, en op de shirts van clubs als WSC Oostakker en Dossche Sport. In het begin van de jaren '60 opent Charles Van Hende de VATI-club, waar invloedrijke mensen en lokale bekendheden de Sinte Christiane producten konden degusteren.
Tussen 1977 en 1980 schakelt het bedrijf over naar wijn onder impuls van Chris Van Hende, zoon van Charles. Het bedrijf wordt omgedoopt tot Wijnimport Van Hende. In 2017 namen Gilles Van Hende en zijn vrouw Delphine Brossé de leiding als derde generatie over.